# Roberto Debarnot
Roberto Luis Debarnot (ur. 5 sierpnia 1947 w Buenos Aires, zm. 25 maja 2018) – argentyński szachista, mistrz międzynarodowy od 1977 roku.

## Kariera szachowa
W latach 70. należał do czołówki argentyńskich szachistów. Pomiędzy 1972 a 1980 rokiem trzykrotnie wystąpił na szachowych olimpiadach. Wielokrotnie brał udział w finałach indywidualnych mistrzostw Argentyny, zdobywając dwa medale: srebrny (1973, po przegranej dogrywce o złoty medal z Raúlem Sanguinetti) oraz brązowy (1980). Jednym z największych sukcesów Roberto Debarnota w turniejach międzynarodowych było zwycięstwo (wraz z Jaanem Eslonem) w Linares w 1978 roku.
Najwyższy ranking w karierze osiągnął 1 stycznia 1980, z wynikiem 2430 punktów dzielił wówczas 8-11. miejsce wśród argentyńskich szachistów.
Od roku 1995 nie występował w turniejach klasyfikowanych przez Międzynarodową Federację Szachową.